# Anton Homan
Anton Homan, slovenski pravnik in montanist, * 30. junij 1895, Škofja Loka, 13. avgust 1972, Ljubljana.

## Življenje in delo
V krajih Leoben in Přibram je študiral rudarstvo, v slednjem je tudi diplomiral leta 1921. Nato je v Ljubljani študiral pravo, promoviral je leta 1941.
Med letoma 1922 in 1945 je bil zaposlen v rudnikih Trbovlje, Zagorje, Laško in Krapina. Leta 1945 je postal načelnik oddelka za nadzorstvo rudnikov pri Ministrstvu za industrijo in rudarstvo LR Slovenije v Ljubljani. Nato je leta 1948 postal direktor ljubljanskega Geološkega zavoda. Leta 1949 je postal izredni, leta 1961 pa redni profesor na oddelku za montanistiko na Fakulteti za naravoslovje in tehnologijo v Ljubljani.
Imenovan je bil za častnega člana Zveze društev inženirjev in tehnikov Slovenije in za zaslužnega člana Zveze inženirjev, tehnikov, rudarjev, geologov in metalurgov Jugoslavije.

## Delo
Ukvarjal se je z varnostnimi predpisi v rudarstvu in z organizacijo reševalnih služb v rudnikih. Kot sovtor je sodeloval pri nastanku knjige Reševalna služba v rudarstvu in metalurgiji (1961) (COBISS).